# S.A.C.I. Falabella
S.A.C.I. Falabella (auch bekannt als Grupo Falabella) ist eine chilenische multinationale Unternehmensgruppe mit Firmensitz in Santiago de Chile. Die Gruppe ist im Besitz der Familie Solari, eines der größten Unternehmen in Chile und der zweitgrößte Betreiber von Einzelhandelsketten in Lateinamerika.
Falabella betreibt mehr als 500 eigene Kaufhäuser sowie große Einkaufszentren, Supermärkte, Banken und Baumärkte in Chile, Argentinien, Brasilien, Kolumbien, Mexiko, Peru und Uruguay. Die bedeutendsten Marken der Unternehmensgruppe sind die Falabella-Kaufhäuser, Sodimac-Baumärkte und Supermärkte unter der Marke Tottus. Im Finanzsektor ist die Gruppe mit der Banco Falabella und als Kreditgeber mit CMR Falabella aktiv.
Die Gruppe hat mehr als 35 Millionen Kunden und beschäftigt mehr als 100.000 Mitarbeiter in der Region.

## Geschichte

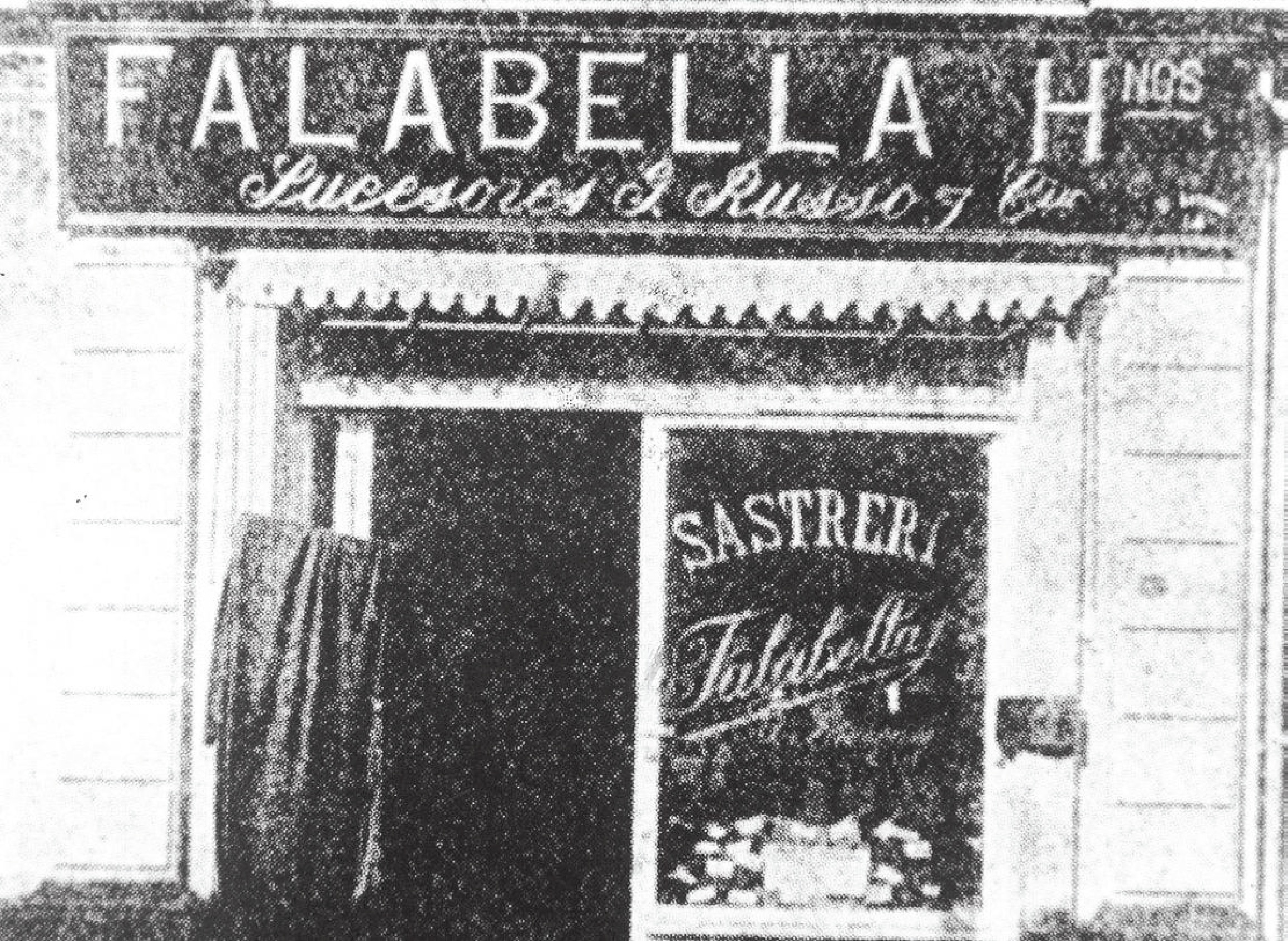
1889 legt der italienische Einwanderer Salvatore Falabella mit der Gründung der Schneiderei Falabella in Santiago de Chile den Grundstein der heutigen Unternehmensgruppe.

### Gründung und ein Jahrhundert der Entwicklung (1889–1989)
Die Wurzeln der heutigen Unternehmensgruppe liegen in der Gründung eines Schneidergeschäft in der Ahumada-Straße 88, im Zentrum von Santiago de Chile, durch den italienischen Einwanderer aus Genua, Salvatore Falabella, im Jahr 1889.
Im Jahr 1937, trat Alberto Solari in das Unternehmen ein, verwandelte die Schneiderei zunächst in ein bedeutendes Kleidungsgeschäft für die Familie und verlieh dem Unternehmen im selben Jahr nicht nur den Namen Falabella, sondern, durch eine schrittweise Erweiterung des Angebotes und neuer Verkaufsstellen, auch weiteren wirtschaftlichen Aufschwung. 1958 führte Falabella so auch Haushaltswaren ein und wurde damit das erste Kaufhaus des Landes mit einer großen Auswahl an Produkten. Die Ahumada-Straße wurde in der Stadt als Falabella-Straße bekannt.
1962 eröffnete Falabella in der Stadt Concepción das erste Geschäft außerhalb von Santiago eröffnet.
Unter der linken Regierung von Präsident Salvador Allende wurde Falabella Anfang der 1970er Jahre vom Staat beschlagnahmt, doch die dem Unternehmen treuen Mitarbeiter sollen die designierten Verwalter daran gehindert haben, das Gelände zu betreten. Die Geschäfte liefen so schlecht, so Juan Cúneo Salari, der spätere Geschäftsführer und Vizepräsident der Firma, dass die Mitarbeiter zeitweise stundenlang im Büro Schach spielten, „weil es nichts zu verkaufen gab“. Laut Cúneo Salari war eine Idee von Jorge Mellafe in dieser Zeit für die Rettung von Falabella verantwortlich: Er handelte mit den Lieferanten des Unternehmens 60-Tage-Kredite aus und ermöglichte es Kunden so, trotz der hohen Inflation von etwa 20 Prozent pro Monat, über Kredite bei Falabella einzukaufen.
Cúneo, ein Neffe und Schützling von Solari, wurde zum Geschäftsführer des Unternehmens. Er war für die Einführung der firmeneigenen CMR-Kreditkarte von Falabella verantwortlich, die am 23. Mai 1979 auf den Markt gebracht und im ersten Einkaufszentrum Chiles, dem Mall Parque Arauco, eingeführt wurde. Sie war die erste ihrer Art in Chile. Cúneo beschloss außerdem, dass das Unternehmen sein 70 Jahre altes Geschäft aus dem Zentrum von Santiago an den kürzlich frei gewordenen Standort des Kaufhauses Sears im noblen Viertel Parque Arauco verlegen sollte. Als Solari widersprach, drohte Cúneo mit seinem Rücktritt, was Solari dazu veranlasste, seine drei Töchter um Rat zu fragen. Sie und Solaris Bruder Reinaldo unterstützten den Umzug, der 1983 abgeschlossen wurde.
In den 1980er Jahren kam es nach dem Tod des Präsidenten – des Sohnes des Gründers Arnaldo – und der Pensionierung von Alberto Solari, Arnaldos Schwiegersohn, zu weiteren großen Veränderungen. Die meisten Mitglieder der Familie Falabella und der verwandten Familie Peragallo verkauften ihre Anteile. Etwa 75 Prozent des Unternehmens wurden von einer Gruppe bestehend aus Reinaldo Solari Magnasco, Cúneo, Mellafe, Sergio Cardone Solari und der Familie Lombardi übernommen. Cúneo war die treibende Kraft hinter der anschließenden Expansion der Falabella-Kette und ihrer Diversifizierung in die Bereiche Finanzen, Versicherungen, Immobilien und Tourismus. Zu seinem Führungsstil gehörte die Förderung innerhalb des Unternehmens und die Bildung eigenständiger Führungsteams. Anfang der 1990er Jahre erstellte das Unternehmen einen Expansionsplan, der aus vier Schritten bestand: Internationalisierung, Potenzial im Finanzbereich, Immobilienwachstum durch Malls und weitere Einzelhandelsbereiche.

### Internationalisierung, Börsengang und weiteres Wachstum (1990–2000)
Falabella beteiligte sich 1990 an der Mallplaza-Gruppe, die im August desselben Jahres das Mall Plaza Vespucio in La Florida eröffnete, das erste von mehreren Einkaufszentren in Santiago, die sich an die wachsende Mittelschicht richteten. Dies war das erste chilenische Einkaufszentrum, das über Einrichtungen wie einen Food-Court, einen Spielbereich für Kinder und das erste Multiplex-Kino des Landes verfügte. Einer ihrer Ankergeschäfte war Falabella, zusammen mit dem inzwischen aufgelösten Muricy. Später eröffnete die Mall Plaza-Gruppe sechs weitere Zentren in Chile: Oeste, Tobalaba und Norte in Santiago; El Trébol in Concepción; und jeweils eine in La Serena und Los Angeles, wobei Falabella jeweils einen halben Anteil hält. Bis 1996 hatte Falabella einen Jahresumsatz von rund 500 Millionen US-Dollar und 13 Geschäfte in Chile. Ende 1996 befanden sich 22 und mehr als eine Million Namen in der Datenbank der Kette, mehr als jeder andere chilenische Einzelhändler. Das Unternehmen hatte außerdem die Finanzdienstleistungs-Tochtergesellschaft Serva Ltda gegründet. und Venser Ltda.; das Immobilienunternehmen Aseger, S.A. für die Immobilienprojekte von Falabella; und die Textilunternehmen Italmod S.A. und Mavesa S.A.
Im selben Jahrzehnt begann die internationale Expansion: Das erste Falabella-Geschäft außerhalb Chiles wurde 1993 in Mendoza, Argentinien, eröffnet. Es folgten Geschäfte in den argentinischen Städten Córdoba, Rosario und San Juan. 1995 gelangte Falabella nach Peru, indem es 70 Prozent der Sociedad Andina de Grandes Almeneces (Saga), der einzigen Kaufhauskette des Landes, erwarb. Dieses Unternehmen besaß zwei Saga-Kaufhäuser (ehemals Sears, Roebuck & Co.) in Lima. Ein drittes im Zentrum von Lima wurde 1998 für 15 Millionen US-Dollar hinzugefügt. Das Unternehmen wurde in Saga Falabella umbenannt, ein Name, der bis 2018 beibehalten wurde, als er einfach in „Falabella“ umbenannt wurde. Auch in diesen Ländern wurde die CMR-Karte eingeführt.
Als Tochtergesellschaft für Investitionen in Argentinien und Peru wurde Inverfal S.A. gegründet. Falabella erwarb 1996 auch García Hermanos y Cía. La Favorite S.A., ein in Argentinien ansässiges Unternehmen, das Waren für große Geschäfte kauft und verkauft und Finanz- und andere Dienstleistungen anbietet.
Im Jahr 1996 debütierte das Unternehmen an der Börse von Santiago und wurde in eine Aktiengesellschaft umgewandelt.

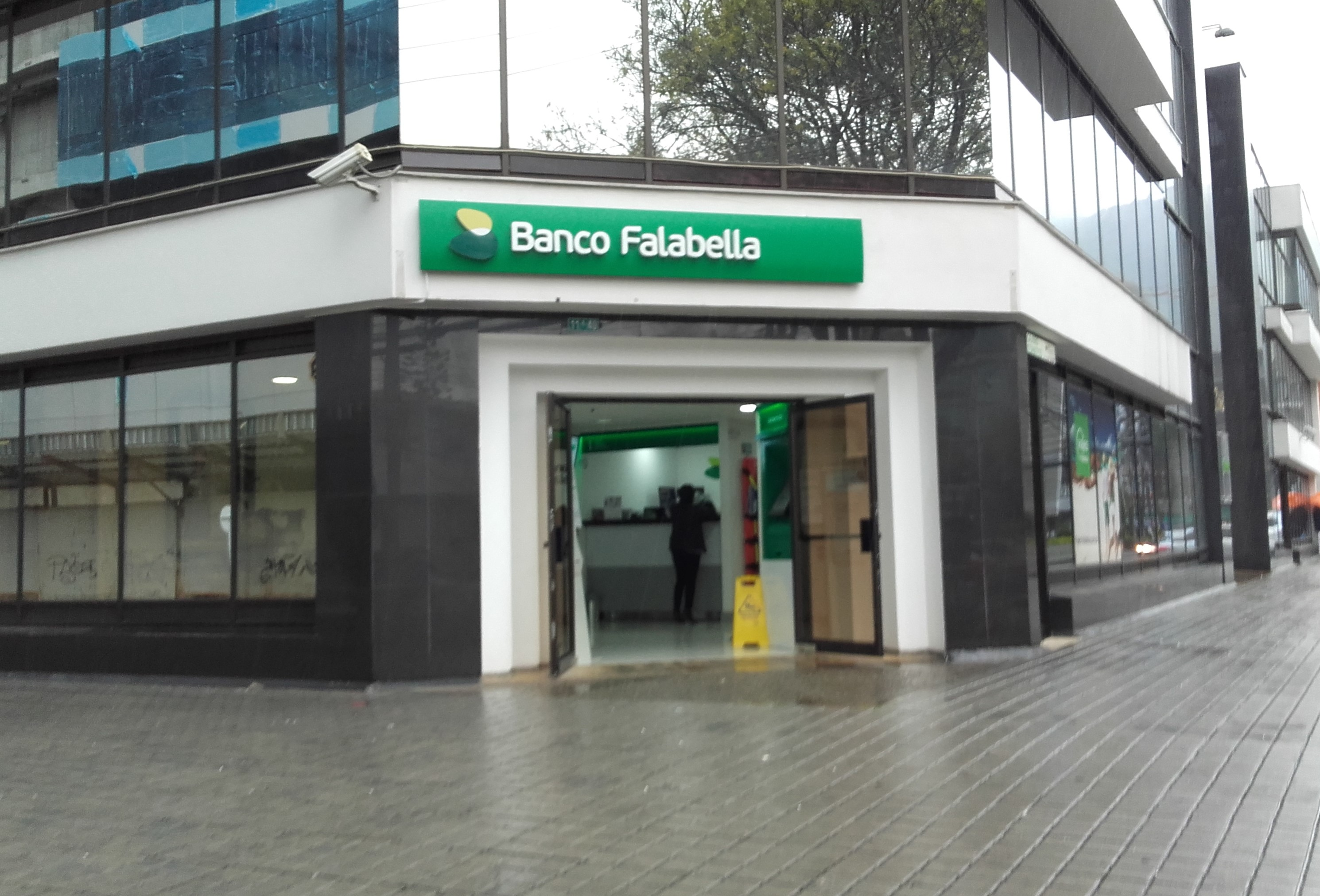
Eine heutige Filiale der Banko Falabella, die im Jahr 1997 durch die Übernahme einer Lizenz der ING Bank Chile gegründet wurde.

1997 betrat das Unternehmen ein neues Geschäftsfeld, indem es eine Partnerschaft mit der amerikanischen Baumarktkette The Home Depot einging und einen Drittelanteil an dessen kommerziellen Unternehmungen in Chile übernahm, mit der Absicht Filialen der Kette in Chile zu eröffnen. Ebenfalls im Jahr 1997 gründete das Unternehmen ein Reisebüro, Viajes Falabella S.A., und eine Versicherungsagentur, Seguros Falabella. 1998 wurden die ersten beiden chilenischen Home Depot-Filialen eröffnet.
Im selben Jahr wurde, durch den Erwerb und die Übernahme einer Lizenz der ING Bank Chile, die Banco Falabella gegründet. Die neue Bank konzentrierte sich hauptsächlich auf Verbraucherkredite in Form von Hypotheken und Autokrediten, die sie über kleinen Büros innerhalb der Filialen vertrieb.
Falabella begann 1999 in Chile mit dem Verkauf über das Internet und eröffnete ein 30-Millionen-Dollar-Kaufhaus in Buenos Aires. Im selben Jahr erwarb das Unternehmen einen 20-prozentigen Anteil an Farmacias Ahumada S.A., der größten Drogeriekette in Chile. Durch die Zusammenarbeit mit Home Depot und Farmacias Ahumada erhielten CMR-Karteninhaber Zugang zu Krediten bei diesen Ketten. Falabella wiederum begann, deren Kosmetik- und Körperpflegeprodukte in eigenen Geschäften zu verkaufen. Das Unternehmen erwarb das Unternehmen Textil Viña im Jahr 1998 mit dem Ziel, eigene Kleidung herzustellen und zu verkaufen. Im folgenden Jahr verkaufte Falabella die Hälfte des Unternehmens an die US-Firma Spring Industries, mit der es ein Joint Venture zur Herstellung von Heimtextilien für den Verkauf in den USA, Chile, Argentinien und Peru gründete.

### Weiterentwicklung und Ausbau zur Unternehmensgruppe (2000 – heute)
2001 war die wirtschaftliche Entwicklung in Chile durch eine Rezession geprägt. Falabella verzeichnete dennoch positive Geschäftsentwicklungen und wurde vom chilenischen Wirtschaftsmagazin Capital zum Unternehmen des Jahres gewählt. Mit einem Marktanteil von 43 Prozent behauptete Falabella seine Position als größte Kaufhauskette des Landes. Die fünf argentinischen Geschäfte verzeichneten Umsatzzuwächse. In Peru, wo Falabella inzwischen zehn Geschäfte hatte, wollte das Unternehmen in den nördlichen Teil des Landes expandieren. Falabella erwarb die zwei Drittel von Inverfal S.A. – seiner Immobilienentwicklungssparte – die es zuvor noch nicht gehalten hatte.
Die Zahl der CMR-Karteninhaber erreichte 3,7 Millionen und die Karte konnte neu bei McDonald’s und der Tankstellenkette Copec eingesetzt werden.
Noch vor Jahresende kaufte Falabella auch den verbliebenen Zweidrittelanteil aus der Zusammenarbeit mit Home Depot für 54,4 Millionen US-Dollar und übernahm auch alle damit verbundenen Schulden. Der Jahresumsatz der inzwischen aus fünf Filialen bestehenden Kette, die in HomeStore umbenannt wurde, hatte 120 Millionen US-Dollar erreicht, aber machte Verluste. Um den Erwerb und die weitere Expansion seiner Kaufhäuser zu finanzieren, platzierte Falabella Anleihen im Wert von 100 Millionen US-Dollar. Zeitnah nach der Übernahme schrieb das Unternehmen, das erste Mal nach drei Verlustjahren, unter dem neuen Namen Home Depot schwarze Zahlen. Falabella sah als Muttergesellschaft in dieser Kette das Mittel, das ihr fehlte, um den Einzelhandelsumsatz weiter zu steigern, und plante, jedes Jahr etwa 70 Millionen US-Dollar in den Bau neuer Filialen zu investieren. Aber da es bisher erst wenige Filialen gab, war der Anteil von HomeStore am chilenischen Einzelhandelsmarkt mit einem Jahresumsatz von 4 Milliarden US-Dollar in diesem Bereich viel geringer als der des Marktführers Sodimac, der rund 51 Geschäften in Chile betrieb (und sechs in Kolumbien).
2002 eröffnet Falabella  den ersten Tottus-Supermarkt in Lima, Peru.
2003, nach langwierigen Verhandlungen, die sich über rund neun Monate erstreckten, kaufte Falabella schließlich Sodimac, indem es an seine Eigentümer neue Aktien im Wert von 550 Millionen US-Dollar für 80 Prozent des Unternehmens ausgab und den Rest in bar bezahlte. Ein Abkommen hatte nicht nur die Familien zufriedenstellen, sondern auch rechtliche Normen erfüllen und die Interessen von Minderheitsaktionären berücksichtigen müssen, darunter einige Verwalter von Pensionsfonds. Eine Einigung wurde schließlich bei einer Bewertung von 730 CLP (ca. 1,23 US-Dollar) pro Falabella-Aktie erreicht und die Fusion erfolgreich durchgeführt. Nach Abschluss der Verhandlungen sprachen die Parteien begeistert über eine Ausweitung der Reichweite von Falabella, möglicherweise bis nach Brasilien und Mexiko und nach Mexiko sogar bis in die Vereinigten Staaten. Im Ergebnis veränderten sich auch die Eigentümerstrukturen: Die Schwestern Liliana, María Luisa und María Teresa Solari Falabella hielten nach der Transaktion rund 39 Prozent von Falabella, verglichen mit 54 Prozent zuvor. Reinaldo Solari, ihr Onkel, kam auf 12,8 Prozent, Cúneo auf 12,6 Prozent und Cardone auf 2,4 Prozent. Die Familie Del Río, die vorigen Eigentümer von Sodimac hielten 22,4 Prozent und andere Aktionäre 10,8 Prozent am neuen Unternehmen.
Falabella erzielte 2003 einen Nettoumsatz von 1,06 Billionen CLP (1,79 Milliarden US-Dollar) und einen Nettogewinn von 98,41 Milliarden CLP (165,72 Millionen US-Dollar). Zu den Waren der Kaufhäuser gehörten eine Reihe von Eigenmarken wie Recco (für Haushaltsgeräte), University Club, Basement und Sybilla, Vamp und Doo Australia. Im Jahr 2003 kam eine Schuhlinie hinzu. In Chile verfügte das Unternehmen über 29 Falabella-Filialen und 57 Sodimac- und HomeStores. Es gab fünf Falabella-Kaufhäuser in Argentinien und zehn unternehmenseigene Geschäfte in Peru, darunter zwei Tottus-Hypermärkte, die zwischen 2002 und 2003 in Lima eröffnet wurden. In Kolumbien gab es sieben Sodimacs. Falabella war zur Hälfte an sechs Handelszentren beteiligt (darunter eines in Santiago und eines in Los Angeles, das 2003 eröffnet wurde) und hielt 50 Prozent der Mall Plaza-Gruppe, dem größten Betreiber solcher Zentren in Chile. Banco Falabella, zu deren Dienstleistungen Hypotheken- und Autokredite gehörten, verfügte über 40 Filialen innerhalb und außerhalb der Kaufhäuser und deckte 5 Prozent des Verbraucherbankenmarktes in Chile ab. Viajes Falabella, der chilenische Marktführer für Individualreisen, hatte 29 Büros. Die Falabella-Website enthielt einen Internetdienstanbieter, Falabella Free. S.A.C.I Falabella hatte Mitte 2004 einen Börsenwert von 4,65 Milliarden US-Dollar, fast das Dreifache seines Wertes bei seinem Börsengang im Jahr 1996.
Pablo Turner González, General Manager von Falabella, sorgte für Aufsehen, als er das Unternehmen 2004 nach 21 Jahren verließ, um sich dem engsten Konkurrenten im Warenhausbereich, Almacenes Paris Comercial S.A., anzuschließen. Sein Nachfolger wurde Juan Benavides Feliú, der Geschäftsführer der Kreditkartentochtergesellschaft, die inzwischen mehr als die Hälfte des Gewinns der Muttergesellschaft erwirtschaftete. Deutlich mehr als die Hälfte der Kaufhauskunden von Falabella bezahlten ihre Einkäufe mit der CMR-Kreditkarte.
Im selben Jahr übernahm Falabella die Supermarktkette San Francisco in Chile. Weitere Übernahmen und Geschäftserweiterungen folgten in den kommenden Jahren eng aufeinander: 2006 tritt Falabella in den Markt in Kolumbien mit seinem ersten Kaufhaus in Bogotá ein. Im folgenden Jahr, 2007, wird die erste Filiale der Banco Falabella in Peru gegründet und das Kaufhaus Aventura Plaza neu eröffnet. Die Bank eröffnet 2011 auch die erste Filiale in Kolumbien. In Chile erwirbt Sodimac 2007 rund 60 % der Baumarktkette Imperial in Chile. 2014 erwirbt das Unternehmen die Baumarktkette Maestro in Peru. 2015 eröffnet Sodimac seine ersten beiden Geschäfte in Uruguay und zwei Filialen in Brasilien. 2016 übernimmt das Unternehmen dort 50,1 % der Baumarktkette Dicico. Im Zuge dieser geschäftlichen Erweiterungen geht CMR ab 2008 auch eine Partnerschaft mit Visa in Peru und Chile ein. Im Jahr 2011 folgt eine Partnerschaft mit MasterCard in Argentinien und Kolumbien geschlossen.
Es folgt eine Vielzahl an weiteren Übernahmen und Geschäftserweiterungen: 2009 betritt das Unternehmen den chilenischem Markt auch mit Homy. 2012 eröffnet Mallplaza sein erstes Einkaufszentrum in Kolumbien. 2013 wird Móvil Falabella in Chile eingeführt. 2014 wird Hiperbodega Precio Uno in Peru eingeführt. 2016 unterzeichnen Falabella und Soriana endgültige Verträge zur gemeinsamen Entwicklung der Geschäftsbereiche Baumarkt (Sodimac) und Finanzdienstleistungen (CMR) in Mexiko. Ein Jahr später wird die erste Falabella-Soriana-Kreditkarte in Mexiko ausgegeben, und das Unternehmen erwirbt 50 % der Servicios Financieros Soriana S.A.P.I de C.V.
2016 wird Falabella in den Dow Jones Sustainability World Index aufgenommen. 2021 verlässt Falabella Argentinien.
Im August 2023 verkündete das Unternehmen, den Zahlungsdienstleister Fpay, den es vier Jahre zuvor gestartet hatte, einzustellen. Die Angebote der digitalen Geldbörse sollen schrittweise mit der App und den Angeboten der Banco Falabella zusammengelegt werden. Das Unternehmen begründete seine Entscheidung mit den guten Entwicklungen der Bank, die es weiter stärken wolle, und auch damit, seine Dienstleistungen fokussieren und Finanzdienstleistungen und Zahlungsabwicklungsprozesse für bestehende Nutzer der Online-Angebote von Falabella weiter optimieren zu wollen.

## Unternehmensstruktur
Falabella ist als Unternehmensgruppe in verschiedenen Sektoren aktiv, wobei das Kerngeschäft im Einzelhandel und Finanzgeschäft liegt. Geleitet wird das Unternehmen von Gaston Bottazzini (CEO). Im Unternehmen waren im Jahr 2021 rund 108.000 Mitarbeiter beschäftigt.

## Produkte und Dienstleistungen
Falabella ist ein führender chilenischer Einzelhändler von Bekleidung, Accessoires und Haushaltsprodukten, die über Kaufhäuser, Fachgeschäfte und Einkaufszentren vertrieben werden; das Unternehmen vertreibt Lebensmittel über Hyper- und Supermärkte. Unter dem Namen Falabella betreibt das Unternehmen die größte Kaufhauskette in Chile solche Geschäfte in Argentinien und Peru sowie Hypermärkte (supergroße Supermärkte) im letztgenannten Land.
Darüber hinaus stellt das Unternehmen Textilien her und bietet über CMR (Kreditkarten) und mit Banco Falabella Bank- und Finanzdienstleistungen (Ausgabe von Kreditkarten, Versicherungsvermittlung, Bank und Reisebüro) an, verkauft Versicherungen, betreibt Immobilienentwicklung und damit verbundene Dienstleistungen und verwaltet Einkaufszentren in Chile. Das Unternehmen ist mit diesen Geschäftsfeldern hauptsächlich auf Märkten außerhalb Chiles wie Argentinien, Peru und Kolumbien tätig.